# Сєдова Муза Іванівна
Муза Іванівна Сєдова (24 листопада 1926, Москва — 21 грудня 1999, там же) — радянська і російська театральна актриса, народна артистка РРФСР.

## Біографія
Муза Іванівна Сєдова народилася 24 листопада 1926 року в Москві. У 1949 році закінчила Державний інститут театрального мистецтва імені А. В. Луначарського.
З 1949 року і до кінця життя була актрисою Малого театру в Москві. Зіграла понад 50 ролей російського і зарубіжного репертуару.
Член Спілки театральних діячів з 1951 року, неодноразово обиралася членом художньої ради Малого театру. В 1955 і 1961 роках брала участь у шефських поїздках на цілину, брала участь у військово-шефських поїздках.
Багато записувався на радіо.
Померла 21 грудня 1999 року в Москві, похована на Хімкинському кладовищі (139-й ділянка).

### Родина
- Батько — Іван Васильович Сєдов (1902—1979).
- Мати — Антоніна Петрівна Сєдова (1905—1972).

## Нагороди та премії
- Заслужена артистка РРФСР (9.04.1968).
- Народна артистка РРФСР (21.11.1985).
- Медаль «За освоєння цілинних земель» (1961).
- Орден «Знак Пошани» (1971).
- Орден Дружби народів (1974).
- Орден Дружби (Росія) (1996)[1].
- Подяка Президента Російської Федерації (1999)[2]
- Почесна грамота фестивалю «Московська театральна весна» — за роль Руфіни у виставі «Золоті вогнища» (1976).

## Роботи в театрі
- «Коли горить серце» А. Кіна — Варя
- «Небезпечний супутник» А. Д. Салинського — Ася
- «Іван Рибаков» В. М. Гусєва — Настя
- «Так і буде» К. М. Симонова — Ганна Грец
- «Золоті вогнища» В. Штока — Руфіна
- «Влада темряви» Л. М. Толстого — Килина
- «Дачники» М. Горького — Калерія
- «Склянка води» Є. Скріба — герцогиня Мальборо
- «Король Лір» В. Шекспіра — Гонерилья
- «Діти Ванюшина» С. Найдьонова — Клавдія
- «Напередодні» І. С. Тургенєва — Ганна Василівна Стахова
- «Перед заходом сонця» Г. Гауптмана — Беттіна
- «Привиди» Г. Ібсена — Регіна
- «Картина» Д. Граніна — Варвара
- «Живий труп» Л. М. Толстого — Анна Павлівна
- «Не було гроша, та раптом алтин» О. М. Островського — Ганна Тихонівна
- «Цар Борис» О. К. Толстого — Василина
- «І знову зустріч з юністю» А. Арбузова — Маша

## Радиотеатр
- 1956 — «Літо молодшого брата» П. Гунара — Даце
- 1962 — «Ангарські бувальщини» А. Приставкіна — 1-ша дівчина
- 1972 — «Дебют» З. Чернишової (про початок творчого шляху великої російської актриси М. М. Єрмолової) — актриса Н. Медведєва
- 1976 — «Живий труп» Л. М. Толстого — Анна Павлівна, мати Лізи[3]
- 1976 — «Король Лір» В. Шекспіра — Гонерілья
- 1987 — «Напередодні» І. С. Тургенєва — Ганна Василівна Стахова[4]

## Телеспектаклі
1. 1966 — «Гравюра на дереве» (по мотивам одноимённого рассказа Б. Лавренёва),
2. 1969 — «Грех» (по одноимённой пьесе польского писателя Стефана Жеромского),
3. 1974 — «Перед заходом солнца» Г. Гауптмана — Беттина
4. 1982 — «Король Лир» В. Шекспира — Гонерилья
5. 1984 — «Дети Ванюшина» С. Найденова — Клавдия